# 세속 국가

세속 국가(世俗國家, 영어: secular state)는 국가가 공식적으로 종교 문제에 관하여 중립을 유지하는 국가를 말한다. 참고로, 반대말로 신권 정치에 기반한 종교 국가(宗敎國家, 영어: religious state)가 있다. 중립이라 함은 특정 종교의 믿음과 그에 따른 신도들의 행동에 대하여 국가가 공식적으로 지지 혹은 반대를 표명하지 않으며 어떠한 형태로도 국가 내지는 정부가 특정 종교에 치우치지 않고 행정을 펴는 것을 말한다. 현재 지구상의 국가 중 아랍권을 제외한 대부분의 나라들이 이 제도를 채택하고 있으며, 국교는 일반적으로 없거나, 있어도 종교의 자유를 대부분 헌법에 명시하고 있다. 

## 2023년 현재 세속 국가로 인정되는 나라
- 가봉 (헌법 2조)
- 감비아 (헌법 제1조)
- 그리스
- 기니 (헌법 제1조)
- 기니비사우 (헌법 제1조)
- 나미비아
- 남아프리카 공화국
- 네덜란드
- 네팔
- 뉴질랜드
- 대한민국 (헌법 제20조)
- 독일 (기본법 140조)*
- 라오스
- 라이베리아 (헌법 제14조)
- 라트비아 (헌법 제99조)
- 러시아 (헌법 제14조)
- 루마니아
- 룩셈부르크
- 리투아니아
- 마다가스카르
- 북마케도니아
- 말리 (헌법 전문)
- 멕시코 (헌법 제130조)
- 몬테네그로
- 몰도바
- 몰타
- 몽골
- 미국 (수정헌법 제1조)
- 미크로네시아 연방 (헌법 제4절 제2항)
- 베냉 (헌법 제2조)
- 베네수엘라
- 베트남
- 벨기에
- 벨라루스 (헌법 제16조)
- 보스니아 헤르체고비나
- 보츠와나
- 볼리비아
- 부룬디 (헌법 제1조)
- 부르키나파소 (헌법 31조)
- 북키프로스 (헌법 제1조)
- 불가리아
- 브라질 (헌법 19조)
- 세르비아
- 스웨덴
- 스위스
- 스페인
- 슬로바키아
- 슬로베니아
- 수단 (2020년 국교 폐지)
- 시리아
- 싱가포르
- 아르메니아
- 아르헨티나
- 아일랜드
- 아제르바이잔 (헌법 제7조)
- 알바니아 (헌법 제7조)
- 앙골라 (헌법 제8조)
- 에스토니아 (헌법 40조)
- 에콰도르
- 에티오피아 (헌법 11조)
- 오스트레일리아 (헌법 제116조)
- 오스트리아
- 우루과이
- 우즈베키스탄
- 우크라이나 (헌법 제35조)
- 이탈리아
- 인도 (헌법 전문)
- 인도네시아
- 일본 (헌법 20조)
- 조지아 (헌법 9조)
- 중화민국
- 중화인민공화국 (헌법 제36조)
- 차드 (헌법 제1조)
- 체코 (Charter of Fundamental Rights and Basic Freedoms)
- 칠레
- 카메룬 (헌법 전문)
- 카보베르데 (헌법 제48조)
- 카자흐스탄 (헌법 제1조)
- 캐나다
- 코스타리카
- 콜롬비아
- 콩고 공화국 (헌법 제1조)
- 콩고 민주 공화국 (헌법 제1조)
- 쿠바 (헌법 제8조)
- 크로아티아 (헌법 제41조)
- 키르기스스탄 (헌법 제1조)
- 키프로스 (헌법 제18조)
- 타지키스탄
- 튀르키예 (헌법 제2조)
- 투르크메니스탄
- 파라과이
- 페루
- 포르투갈
- 폴란드
- 프랑스 (헌법 제2조)
- 핀란드
- 필리핀 (헌법 제2조)
- 헝가리 (헌법 제60조)

"*" 독일은 헌법이 아닌 기본법(Grundgesetz)이 헌법을 대신한다.

## 이전에 세속국가였던 나라
- 방글라데시 (1971-1976)
- 이란 (1924-1979)
- 사모아 (1962-2017)
- 파키스탄 (1947-1956)

## 같이 보기
- 종교국가(국교)